# みっつ数えて大集合!
「みっつ数えて大集合!」（みっつかぞえてだいしゅうごう）は、2010年8月11日にGloryHeavenから発売されたシングル。

## 概要
表題曲「みっつ数えて大集合!」は、テレビアニメ『みつどもえ』のオープニングテーマとして使用されており、作中で丸井みつば、丸井ふたば、丸井ひとは役を演じる高垣彩陽、明坂聡美、戸松遥が歌っている。
また、CDジャケットには、丸井みつば、丸井ふたば、丸井ひとはがプリントされている。

## 収録曲
1. みっつ数えて大集合! [3:52] 
作詞：畑亜貴、作曲・編曲：前山田健一
2. つよいするどいしょうがくせい [3:51] 
作詞：畑亜貴、作曲・編曲：前山田健一
3. みっつ数えて大集合!（off vocal）
4. つよいするどいしょうがくせい（off vocal）

## 楽曲解説
みっつ数えて大集合!
ハイテンションで忙しいイメージであり、楽曲のテンポも速く、色々と作曲上のテクニックが詰め込まれており、とても情報量が多い曲になっている。イントロの「こっちきて〜」と主演声優3人が短いフレーズを歌った後、シンセの前奏が流れる。歌の部分はEマイナーであるが、前奏の部分からはEメジャーであり、開始早々に同主調へと転調している。さらに譜割りが独特で、3小節という半端な長さであり、さらに歌の終わりが8分音符ひとつ多く拍子が9/8になる。
歌入り後の構成も独特であり、8小節のAメロが2回繰り返されるあたりは普通のポップス風だが、その後はBメロ、Cメロ、Dメロ、Eメロと4小節ごとに次々と新しい要素が出てきて、繰り返しがない。さらにサビでは主調の半音上のF（E#）マイナーに転調し、最後は平行調のA♭（G#）メジャーで終わるという楽曲構成になっているという。
この様にTVバージョンでは1分半のOPの中に、構成、拍子、転調と沢山の変化が詰め込まれているため、情報量が多い印象を受けるという。またこのOPの作風は、アニメ本編の内容ともぴったりと合っており、作曲当初から、敢えて「忙しさ」、「慌ただしさ」を狙ったものであるとのこと。
声優陣は、役のイメージに合った歌い方を徹底しており、どのラインをどのキャラクターが歌っているのかが分かりやすく、メロディでそれぞれがソロをとり、サビで全員が合唱するという構成になっている。またこの様な構成は、『涼宮ハルヒの憂鬱』のエンディングテーマ「ハレ晴レユカイ」や『らき☆すた』のオープニングテーマ『もってけ!セーラーふく』などをリリースしてきた、ランティスの黄金パターンと化してきているという。